# Exocentrus timorensis
Exocentrus timorensis là một loài bọ cánh cứng trong họ Cerambycidae.